# Assimilate
Pour plus de détails, voir Fiche technique et Distribution.
Assimilate est un film américain réalisé par John Murlowski, sorti en 2019.

## Synopsis
Trois amis qui réalisent une websérie sur leur quartier découvre que des habitants ont été remplacés par des copies d'eux-mêmes.

## Fiche technique
- Titre : Assimilate
- Réalisation : John Murlowski
- Scénario : John Murlowski et Steven Palmer Peterson
- Musique : Sven Faulconer
- Photographie : Damian Horan
- Montage : Jason Schmid
- Production : William Fay et John Murlowski
- Société de production : Boy Meets Girl Productions, Sprockefeller Pictures, Maple Island Films et WeatherVane Productions
- Pays :  États-Unis
- Genre : Horreur, science-fiction et thriller
- Durée : 93 minutes
- Date de sortie : 
  - États-Unis : 24 mai 2019

## Distribution
- Joel Courtney : Zach Henderson
- Calum Worthy : Randy Foster
- Andi Matichak : Kayla Shepard
- Katherine McNamara : Hannah
- Cam Gigandet : l'adjoint Josh Haywood
- Mason McNulty : Joey Shepard
- Terry Dale Parks : le pasteur Greg
- Vito Viscuso : Larry Shepard
- Jennifer Pierce Mathus : Beth Shepard
- Kevin Remington : M. Henderson
- Tonetta Weaver : Mme. Henderson
- Amye Gousset : Mme. Bissette
- Kyler Porche : Dylan
- Megan Fay : Ashley
- Byron Hughes : le shérif
- Michael Martin : Henry
- Deanna Rashell : la fausse Mme. Lee
- Amber Townsend : Julia
- Michelle Feynman : Mme. Fritts

## Accueil
Emily Tannenbaum pour Cosmopolitan écrit qu'elle a aimé le film dès sa première scène